# Outspan

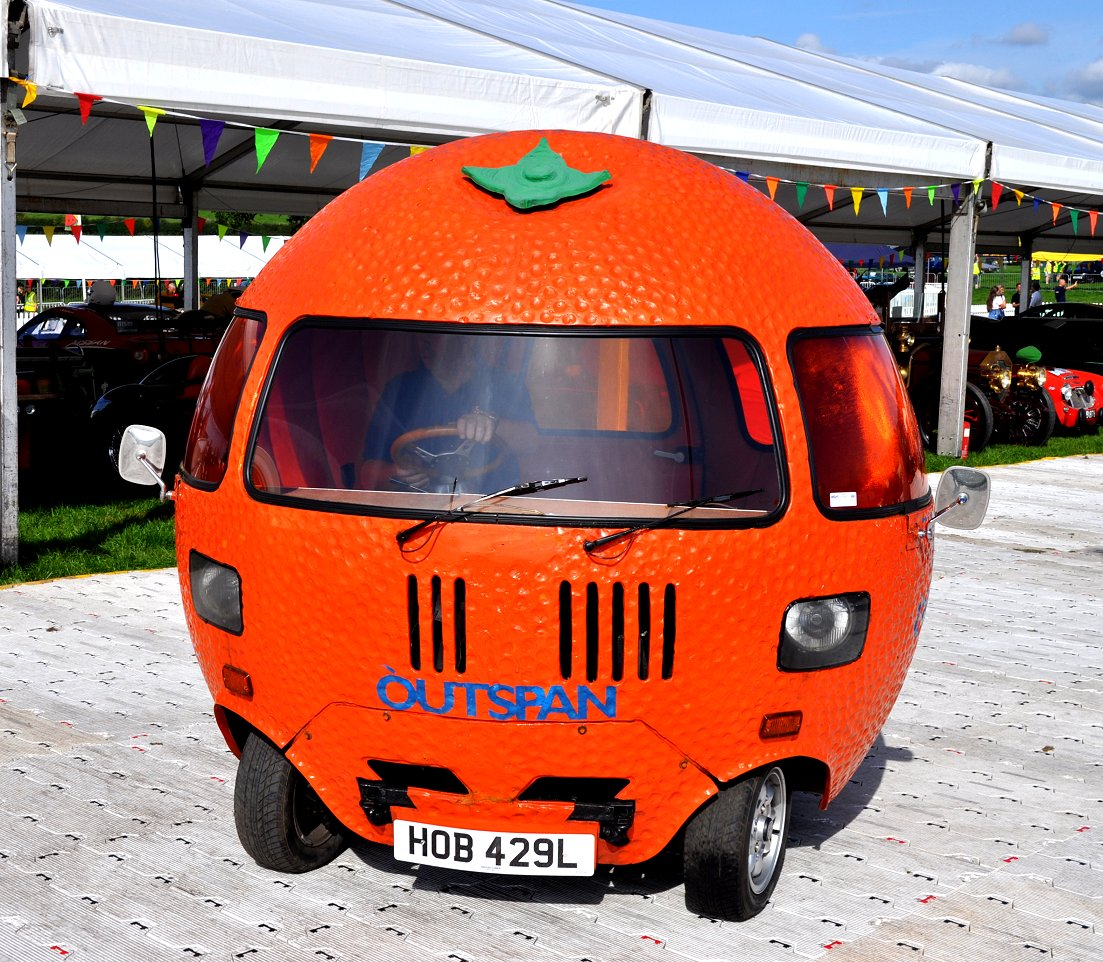
Véhicule publicitaire de la marque Outspan (2017)

Outspan est une marque d'oranges et d'agrumes sud-africaine, connue pour la campagne de boycott dont elle a fait l'objet dans les années 1970 à cause de la politique d'apartheid.

## Historique
Au milieu des années 1970, les oranges de la marque Outspan étaient très présentes dans les supermarchés en France et en Europe.
Pendant des décennies, Outspan a eu un quasi-monopole des exportations d'agrumes à partir de l'Afrique du Sud. La compagnie a développé un réseau international de distributeurs. 
En 1997, Outspan a réalisé un accord avec la compagnie Metro International de Hong Kong. La nouvelle compagnie est appelée Metspan.

## Campagne de boycott

### Origines de la campagne

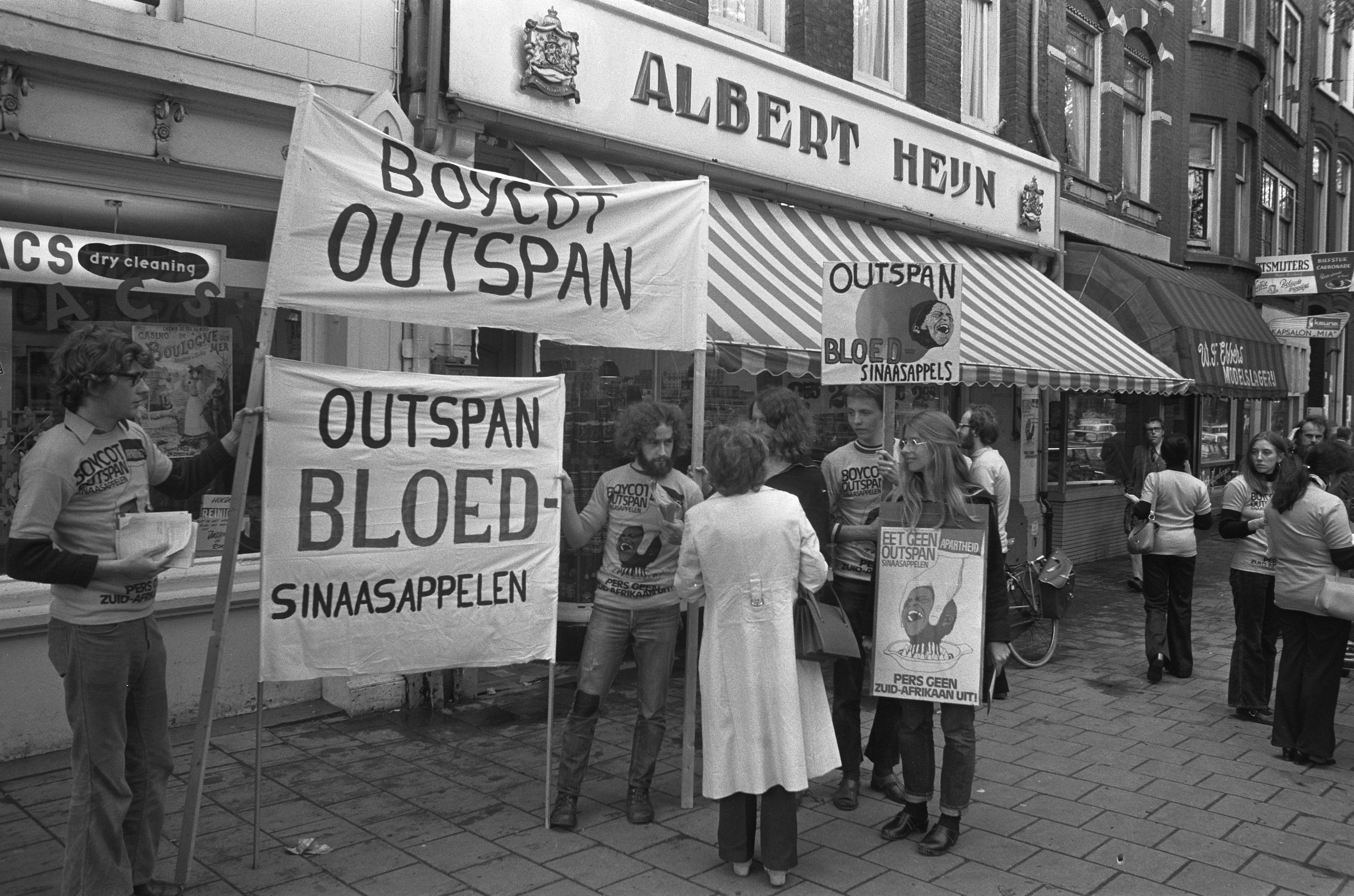
Boycott de la marque Outspan aux Pays-Bas en 1973. La banderole taxe les oranges Outspan du surnom « oranges du sang » (bloed sinaasappels).

L'orange Outspan est devenue au milieu des années 1970 un symbole de l'exploitation des Noirs par le régime sud-africain. Une affiche — restée célèbre — d'appel au boycott représentait la tête d'un enfant noir sur un presse-agrumes.
La campagne de boycott se développe d'abord dans les années 1973-1974 aux Pays-Bas, où l'ensemble de la société civile est interpellé par le basculement dans l'apartheid d'un pays historiquement lié à la Compagnie des Indes orientales néerlandaise, et toujours en partie néerlandophone. La campagne y dispose de plusieurs atouts : un financement généreux et indépendant de toute influence gouvernementale qui permet d'employer une trentaine de salariés, une affiche choquante qui fait polémique, le basculement dans la campagne de la chaîne de supermarchés Albert Heijn puis de plusieurs autres, le soutien des églises et d'une large partie de la classe politique.
Un facteur limitatif de la campagne dans de nombreux pays a été d'une part le financement gouvernemental direct des associations (celles-ci devaient donc s'abstenir de critiquer trop lourdement la politique de leur gouvernement, alors que les organisations néerlandaises impliquées dans la lutte contre l'apartheid étaient libres de s'en prendre très ouvertement à la « politique laxiste » de leur gouvernement). D'autre part, certains pays étaient réticents pour des raisons économiques ou politiques, l'ANC étant considéré comme un mouvement marxiste ayant des liens avec l'URSS, et donc un membre du camp ennemi des pays occidentaux dans le cadre de la guerre froide, toujours en cours à l'époque.

### La campagne anti-Outspan en France
En France, la campagne se développe à partir d'avril 1975. Des associations telles que le CCFD, La Cimade, Artisans du monde ou le Mouvement pour une alternative non-violente se sont engagées dans un appel au boycott pour faire pression sur le gouvernement sud-africain, et provoquer une prise de conscience des Européens concernant cette question. Les objectifs de la campagne étaient présentés de la façon suivante : « La campagne anti-Outspan est d’abord une campagne d’information sur les luttes du peuple sud-africain contre le joug de fascisme et de l’apartheid et sur les liens que le gouvernement entretient avec le régime sud-africain ». La campagne a eu un fort retentissement dans les médias, et les ventes ont baissé de 25 % en 1976.

### Impact et suites de la campagne
Une fois parvenu au pouvoir en 1994, Nelson Mandela a publiquement félicité les Pays-Bas pour l'efficacité exceptionnelle de leur soutien à la lutte contre l'apartheid et pour leur appui envers l'ANC, par le biais du boycott mais aussi par la fourniture de télécopieurs et de photocopieurs.
L'entreprise Outspan n'a pas disparu et continue la culture des agrumes et d'autres fruits dans plusieurs régions du monde, dont l'Afrique du Sud. Dès la libération de Mandela en 1990, l'entreprise a demandé à pouvoir revenir dans les rayons des magasins néerlandais. Le mouvement anti-apartheid s'y oppose tant qu'un nouveau gouvernement démocratiquement élu n'est pas en place en Afrique du Sud et les supermarchés Albert Heijn suivent cette position. L'interdiction sera finalement levée, mais la marque Outspan, définitivement déconsidérée, ne réapparaît pas. Des agrumes provenant d'Afrique du Sud sont à nouveau présents dans les rayons, mais sous d'autres marques.